# Verena Mertens

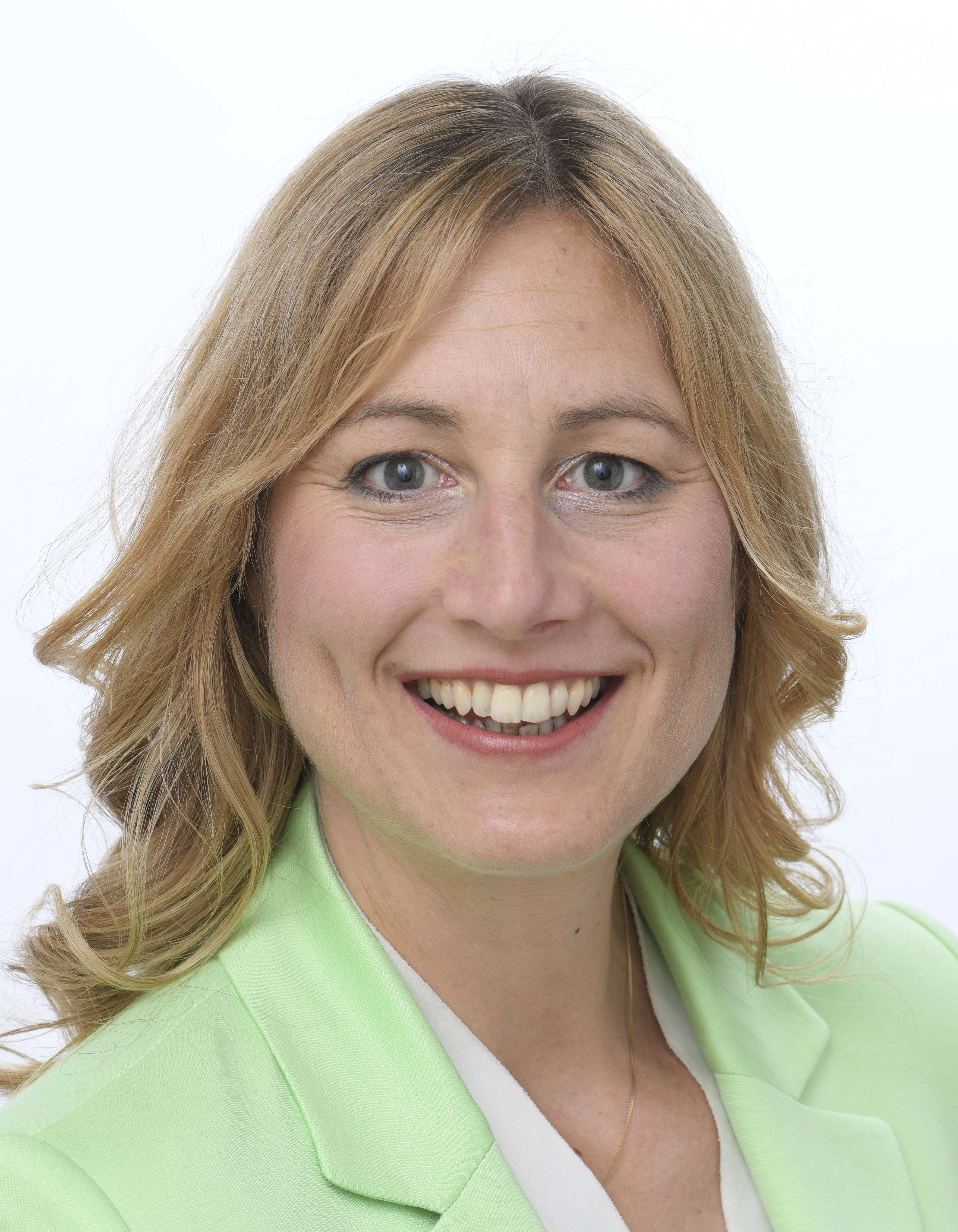
Verena Mertens (2024)

Verena Mertens (* 20. November 1981 in Salzkotten) ist eine deutsche Juristin und Politikerin (CDU). Bei der Europawahl 2024 wurde sie zum Mitglied des Europäischen Parlaments gewählt.

## Werdegang
Mertens machte 2001 das Abitur in Schloß Neuhaus und studierte anschließend bis 2006 Rechtswissenschaften an der Westfälischen Wilhelms-Universität Münster. Die Zweite juristische Staatsprüfung folgte im Anschluss an das Rechtsreferendariat am Oberlandesgericht Düsseldorf von 2007 bis 2009. Begleitend von 2001 bis 2003 absolvierte sie die Fachspezifische Fremdsprachenausbildung für Juristen im englischen Recht (FFA) an der Westfälischen Wilhelms-Universität Münster.
Ab 2009 war sie als Rechtsanwältin im Bereich Baurecht in der Kanzlei Leinemann & Partner Rechtsanwälte in Düsseldorf tätig, bevor sie 2010 in den höheren Polizeivollzugsdienst der Polizei NRW eintrat. Dort war sie 2011 im Referat für Personalangelegenheiten im Ministerium für Inneres und Kommunales NRW in Düsseldorf beschäftigt. 2012 bis 2015 wurde sie Leiterin der Führungsstelle der Direktion Gefahrenabwehr/Einsatz in der Kreispolizeibehörde Gütersloh. Im Anschluss übernahm sie verschiedene Leitungsfunktionen im Bereich der Landespolizei Nordrhein-Westfalen. Sie war Leiterin des Dezernats für Wirtschaftskriminalität im Landeskriminalamt NRW in Düsseldorf, Leiterin der Kriminalinspektion Polizeilicher Staatsschutz im Polizeipräsidium Bielefeld und Direktionsleiterin Verkehr der Kreispolizeibehörde Lippe. Seit 2020 war sie bis zu ihrer Wahl in das Europäische Parlament Direktionsleiterin Kriminalität und stellvertretende Abteilungsleiterin der Kreispolizeibehörde Paderborn.
Nebenberuflich war Mertens als Dozentin für Staatsrecht und Eingriffsrecht an der Hochschule für Polizei und öffentliche Verwaltung NRW tätig.

## Politik
Verena Mertens trat 1999 in die Junge Union und in die CDU ein. Sie war Mitbegründerin und von 1999 bis 2006 Vorsitzende des Ortsverbands Elsen der Jungen Union Paderborn. Von 2008 bis 2009 war sie Mitglied im Landesvorstand der Jungen Union NRW.
Mertens ist Mitglied im Kreisvorstand Paderborn und Bezirksvorstand Ostwestfalen-Lippe der CDU.

### Europäisches Parlament
Mertens wurde im Mai 2023 von der CDU Paderborn zur Europakandidatin aus Ostwestfalen-Lippe nominiert. Am 3. Februar 2024 wurde sie auf einer Landesvertreterversammlung der CDU Nordrhein-Westfalen in Dortmund auf Platz 4 der Landesliste zur Europawahl 2024 gewählt. Bei der Wahl am 9. Juni wurde sie in das Europäische Parlament gewählt.